# Vita huset
För andra betydelser, se Vita huset (olika betydelser).
Vita huset (engelska: White House) är namnet på residenset och arbetsplatsen för USA:s president som är belägen på adressen 1600 Pennsylvania Avenue i USA:s huvudstad Washington, D.C.. Vita huset är även arbetsplats för USA:s vicepresident och för medarbetare i presidentkansliet.
Bygget av presidentens residens påbörjades 1792 och landets andre president, John Adams, flyttade in år 1800. Benämningen "Vita huset" blev officiell först under Theodore Roosevelts presidentskap under början av 1900-talet. I huvudbyggnaden finns East Room som ofta används under mottagningar och ceremonier inomhus. Residenset är beläget i huvudbyggnadens övre plan. Under 1900-talet byggdes två flyglar, en östlig (engelska: East Wing) och en västlig (engelska: West Wing). Ovala rummet liksom mötesrum och kontor för seniora rådgivare är belägna i den västra flygeln.
Presidenten reser ofta till och från Vita huset med helikopter från USA:s marinkår med anropssignalen Marine One.
Vita huset har sedan 1930-talet använts i skrift och tal som en metonym för presidentämbetet, kansliet/staben eller för den verkställande grenen av den federala statsmakten.

## Historik

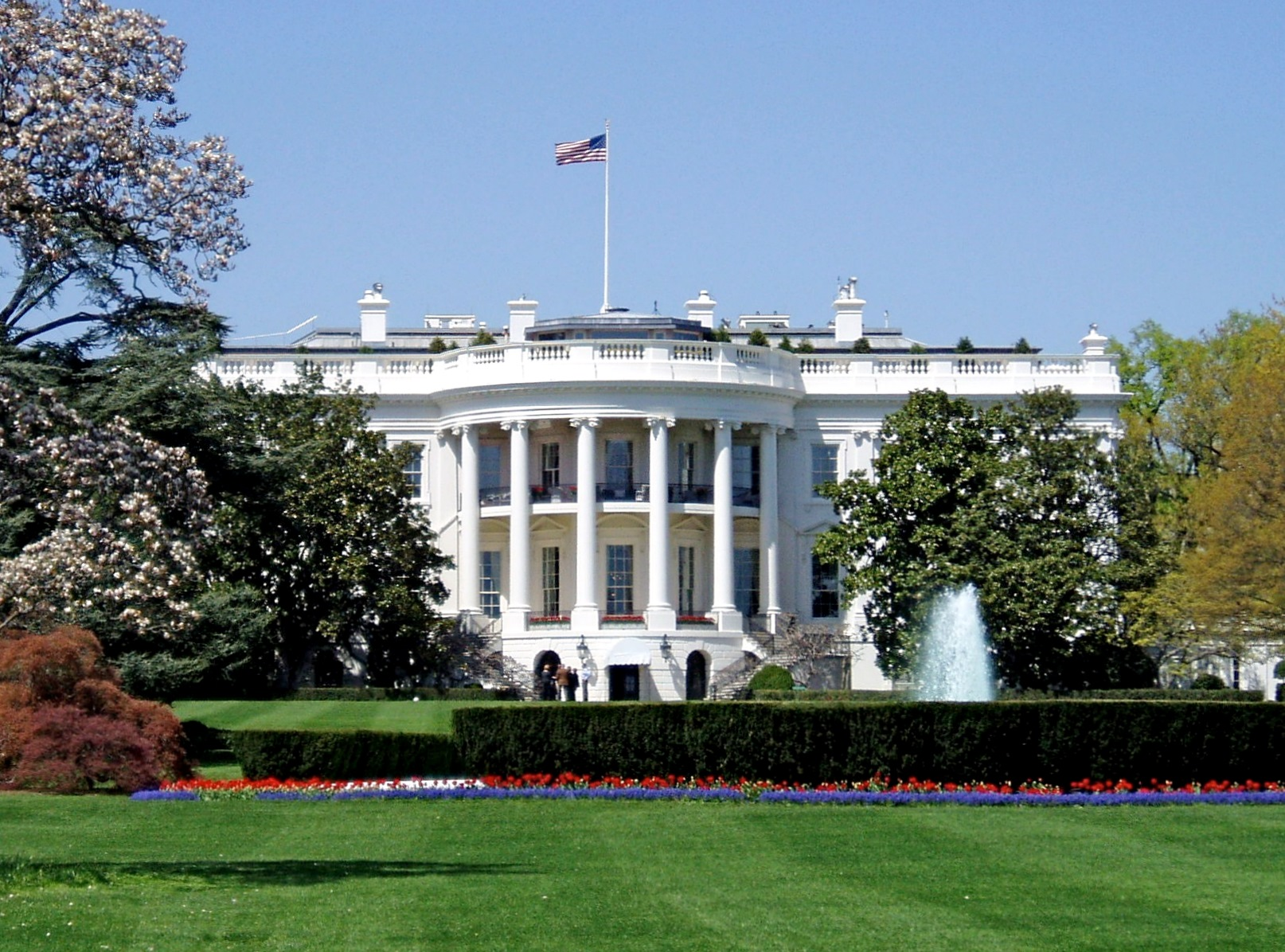
Sydfasaden

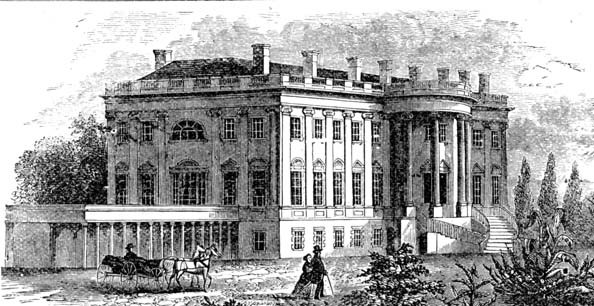
Vita huset på 1800-talet, sett från sydväst

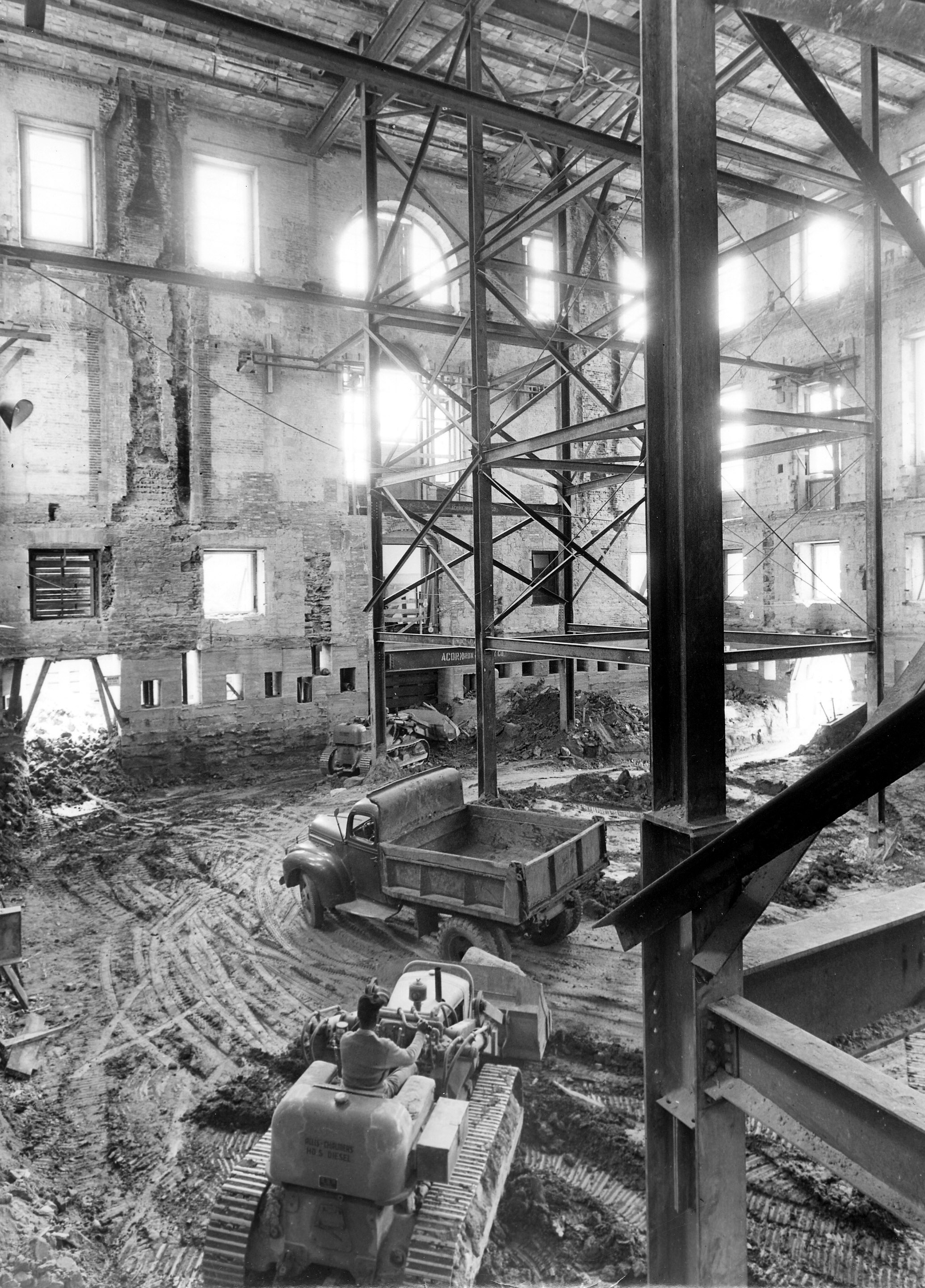
Förstärkning av stålkonstruktion under Trumans renovering (1950).

Vita huset byggdes efter ett kongressbeslut år 1790. Dåvarande presidenten George Washington utsåg platsen för byggnaden tillsammans med stadsplaneraren Pierre L’Enfant.  Efter en arkitekttävling med nio inkomna förslag utsågs James Hoban till arkitekt och grundstenen lades den 13 oktober 1792. Hoban var inspirerad av Leinster House i Dublin, som nu är säte för Irlands parlament. 
George Washingtons efterträdare John Adams flyttade in medan byggnadsarbetet fortfarande pågick år 1800. Många slavar arbetade då också med bygget. Byggnaden kallades till en början Presidential Palace eller Presidential Mansion. Omkring 1818 började byggnaden inofficiellt benämnas ”Vita huset”, vilket president Theodore Roosevelt etablerade som den officiella benämningen genom att gravera in ”The White House” (’Vita huset’) på sina brevpapper. År 1814 nedbrändes stora delar av Washington av brittiska trupper och Vita huset blev då nästan totalt ödelagt – bara de yttre sandstensväggarna stod kvar. När byggnaden återuppbyggdes, målades ytterväggarna vita för att dölja rökskadorna.
Vita huset angreps igen år 1841 när president John Tyler lade in veto mot ett lagförslag om att inrätta en ny federal bank; "The Second Bank of the United States". Rasande medlemmar ur Whigpartiet ställde till ett våldsamt upplopp utanför Vita huset som blev en av de mest våldsamma demonstrationerna där i USA:s historia.
Byggnaden var öppen för allmänheten fram till början av 1900-talet. Detta inleddes med att Thomas Jefferson höll öppet hus efter sin andra presidentinstallation 1805, då många människor följde honom hem efter ceremonin för att bli mottagna i husets Blue Room. Denna tradition urartade år 1841 då Vita huset fylldes av tusentals människor som endast kunde avlägsnas genom att personalen ställde ut badkar fyllda med apelsinjuice och whiskey. Trots detta fortsatte presidenterna därefter regelbundet att hålla öppet hus fram till 1885, då den nyvalde Grover Cleveland istället lät folket beskåda en militärparad framför Vita huset. Jefferson tillät dock guidade turer in i Vita huset för allmänheten som har fortsatt fram till i dag, med undantag för krigstider. Det hölls även årliga mottagningar på nyårsdagen och nationaldagen i Vita huset, men detta upphörde i början av 1930-talet.

### Terroristdåd
Den 11 september 2001, samma dag som två trafikflygplan flög in i World Trade Center och ett i Pentagon, kapades även ett fjärde flygplan, United Flight 93. Kaparnas plan tros ha varit att flyga in i Vita huset eller i Kapitolium i Washington. Flygplanet havererade dock i Pennsylvania, sannolikt efter att kaparna övermannats av passagerare som genom sina mobiler kunde få information om de andra kapade planens öden. 

## Struktur
I Vita huset finns
- 132 rum
- 35 badrum
- 6 våningar
- 412 dörrar
- 147 fönster
- 28 eldstäder
- 8 trappor
- 3 hissar
- 1 tennisbana
- 1 bowlingbana
- 1 biosalong
- 1 joggingbana
- 1 simbassäng
- 1 butik

Vita huset var en av de första regeringsbyggnader som rullstolsanpassades. Modifikationer gjordes under Franklin Delano Roosevelts presidentperiod, eftersom han under sin ämbetstid var rullstolsburen till följd av polio. När Harry S. Truman och hans familj flyttade till Vita huset upptäckte de att byggnaden var i behov av renovering. I juni 1948 efter att ett ben från ett piano gick genom golvet gjordes noggranna undersökningar av byggnaden där man fann att golvet var ruttet och en golvbalk hade spruckit, hela byggnadens konstruktion var instabil och riskerade att kollapsa. President Truman flyttade till Blair House medan Vita huset byggdes om. Hela interiören revs ut; enbart de yttre fasaderna lämnades kvar. Under ombyggnationerna gjordes vissa ändringar i originalutförandet; bostäderna på övervåningarna byggdes ut och en ny balkong lades till.
Även om byggnadens stomme hade förbättrats, var inredningen skamfilad. Jacqueline Kennedy, John F. Kennedys hustru, förändrade många rum för att få tillbaka 1800-tals-utseendet, många gånger genom att ta fram möbler av hög kvalité som hade stoppats undan i källaren och glömts bort. Senare ominredningar har gjorts av bland andra Nancy Reagan, Ronald Reagans hustru, under mitten av 1980-talet.

### Västra flygeln

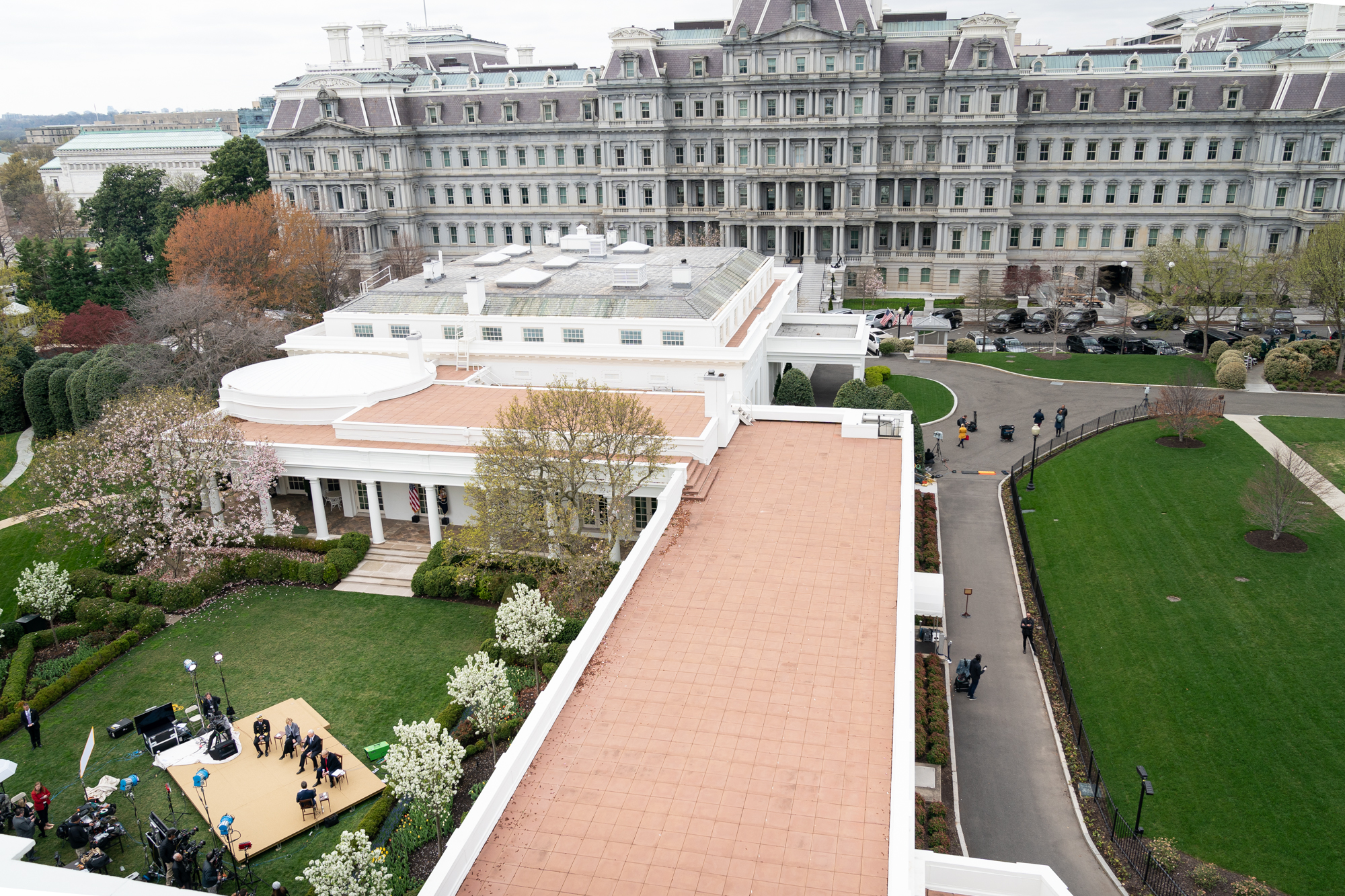
Vita husets västra flygel 24 mars 2020. Nedan vid Vita husets rosenträdgård deltar dåvarande president Donald Trump och vicepresident Mike Pence i en virtuell medborgardialog genom Fox News. Byggnaden i bakgrunden är Eisenhower Executive Office Building.

Under det tidiga 1900-talet, när presidentens antal medarbetare vid sidan om regeringsdepartementen ökade, räckte kontorslokalerna i Kapitolium inte till och det gjordes en tillbyggnad av lokaler vid sidan om Vita huset. Varken den västra eller östra flygeln syns vanligen  på fotografier tagna norrifrån, eftersom de är lägre än huvudbyggnaden och till stor del döljs av träd. Västra flygeln hyser presidentens tjänsterum samt kontor för medarbetarna i presidentkansliet. 
Västra flygeln blev kraftigt ombyggd och utbyggd för president Theodore Roosevelt och fick då bland annat ett nytt kabinettsrum med ett litet, fyrkantigt kontor bredvid, vilket fungerade som presidentens kontor. Före skapandet av den nya västra flygeln arbetade presidentens stab på andra våningen. President William Howard Taft gjorde om interiören och flyttade presidentens kontor till mitten av byggnaden och ändrade dess namn till Ovala rummet.
Den 24 december 1929 blev västra flygeln förstörd av brand. År 1933, när Franklin Delano Roosevelt blev president, gjordes den tredje större omorganisationen genom att flytta och bygga om Ovala rummet. Han ogillade att rummet låg i mitten av byggnaden, vilket tvingade fram ett behov av artificiellt ljus. Den nya platsen för rummet tillät också större privatliv för presidenten, som kunde ta sig in och ut ur Västra flygeln utan att ses av all personal där, vilket var ett problem för de två tidigare presidenterna. Roosevelt såg även till att bygga en simbassäng för sjukgymnastik.
År 1969 såg Richard Nixon till att täcka över bassängen och byggde där ett pressrum för att kunna hysa det växande antalet Vita huset-korrespondenter. År 2000 namngavs pressrummet till James S. Brady Press Briefing Room efter Vita husets pressekreterare James Brady som förlamades efter attentatet mot Ronald Reagan 1981. Nixon inrättade även ett konferensrum som heter Roosevelt Room (’Rooseveltrummet’) efter de två presidenterna med det namnet. 
Eftersom presidentkansliet växte anmärkningsvärt under 1900-talets senare hälft, blev västra flygeln för liten, och vissa ur presidentens stab var tvungna att omlokaliseras. I dag är delar av personalen placerad i Eisenhower Executive Office Building (tidigare känd som Old Executive Office Building) som tidigare var säte för krigsministern, marinministern och utrikesministern.

### Östra flygeln
Vita husets östra flygel byggdes 1942. Byggnaden hyser bland annat kontor för presidenthustrun och hennes personal. Rosalynn Carter var den första att placera sitt personliga kontor och personal i östra flygeln och att formellt kalla den för ”Office of the First Lady”. Under östra flygeln finns en bunker där Presidential Emergency Operations Center finns. Den är avsedd för presidenten, hans familj och hans närmaste medarbetare.

## Bevakning
Vita huset bevakas primärt av United States Secret Service, dess specialagenter och personal från den uniformerade avdelningen. United States Secret Service har sekundärt understöd av United States Park Police och Metropolitan Police Department of the District of Columbia.

## Se även

Vita huset sett från söder med Eisenhower Executive Office Building till vänster och Treasury Building till höger.